# Nuova Democrazia
Nuova Democrazia (in greco Νέα Δημοκρατία - NΔ, Nea Dimokratia - ND; AFI: [ˈnea ðimokɾaˈtia]) è un partito politico greco di centro-destra e destra d'ispirazione conservatrice.
Il partito è stato fondato da Kōnstantinos Karamanlīs nel 1974.
A livello internazionale il partito aderisce all'Internazionale Democratica Centrista e all'Unione Democratica Internazionale; a livello europeo aderisce al Partito Popolare Europeo e i suoi europarlamentari siedono nel Gruppo del Partito Popolare Europeo.

## Storia

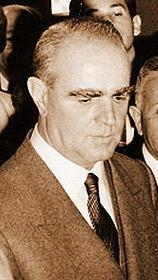
Kōnstantinos Karamanlīs, fondatore di Nuova Democrazia

ND è stato fondato nel 1974 da Kōnstantinos Karamanlīs, già primo ministro dal 1955 al 1963. ND vinse le prime elezioni del dopo dittatura, grazie ad una campagna improntata alla stabilità e ad evitare il rischio del ritorno della dittatura. ND venne immaginato da Karamanlis come un partito di destra liberale, ma disponibile ad un intervento dello Stato per assicurare politiche di giustizia sociale.
Alle elezioni del 1977, con il 41% dei voti, ND si riconfermò, anche se di poco, primo partito. I governi di Karamanlis si caratterizzarono per l'avvicinamento alla NATO, il tentativo di risolvere l'occupazione turca di Cipro Nord e per l'ingresso del Paese nella CEE. Nel 1980, Karamanlis si ritirò. Il suo successore, Geōrgios Rallīs, fu sconfitto alle elezioni parlamentari del 1981 dal PASOK guidato da Andreas Papandreou.
La Grecia entrò nella Comunità Europea nel 1981, ma Karamanlis fu criticato dall'opposizione, contraria all'ingresso nella CEE, per non aver indetto un referendum. Alle elezioni europee del 17 giugno 1984 ND fu nuovamente sconfitta ottenendo soltanto 9 dei 24 seggi assegnati alla Grecia nel Parlamento Europeo.
ND tornò al potere in coalizione con un partito tradizionalmente di sinistra (Coalizione della Sinistra, dei Movimenti e dell'Ecologia), all'interno del quale c'era il Partito Comunista) nel 1989, il primo Ministro era Tzannīs Tzannetakīs. Quindi partecipò al Governo di grande coalizione di Xenophon Zolotas dal novembre del 1989 all'aprile del 1990. Infine andò al governo con Konstantinos Mitsotakis.

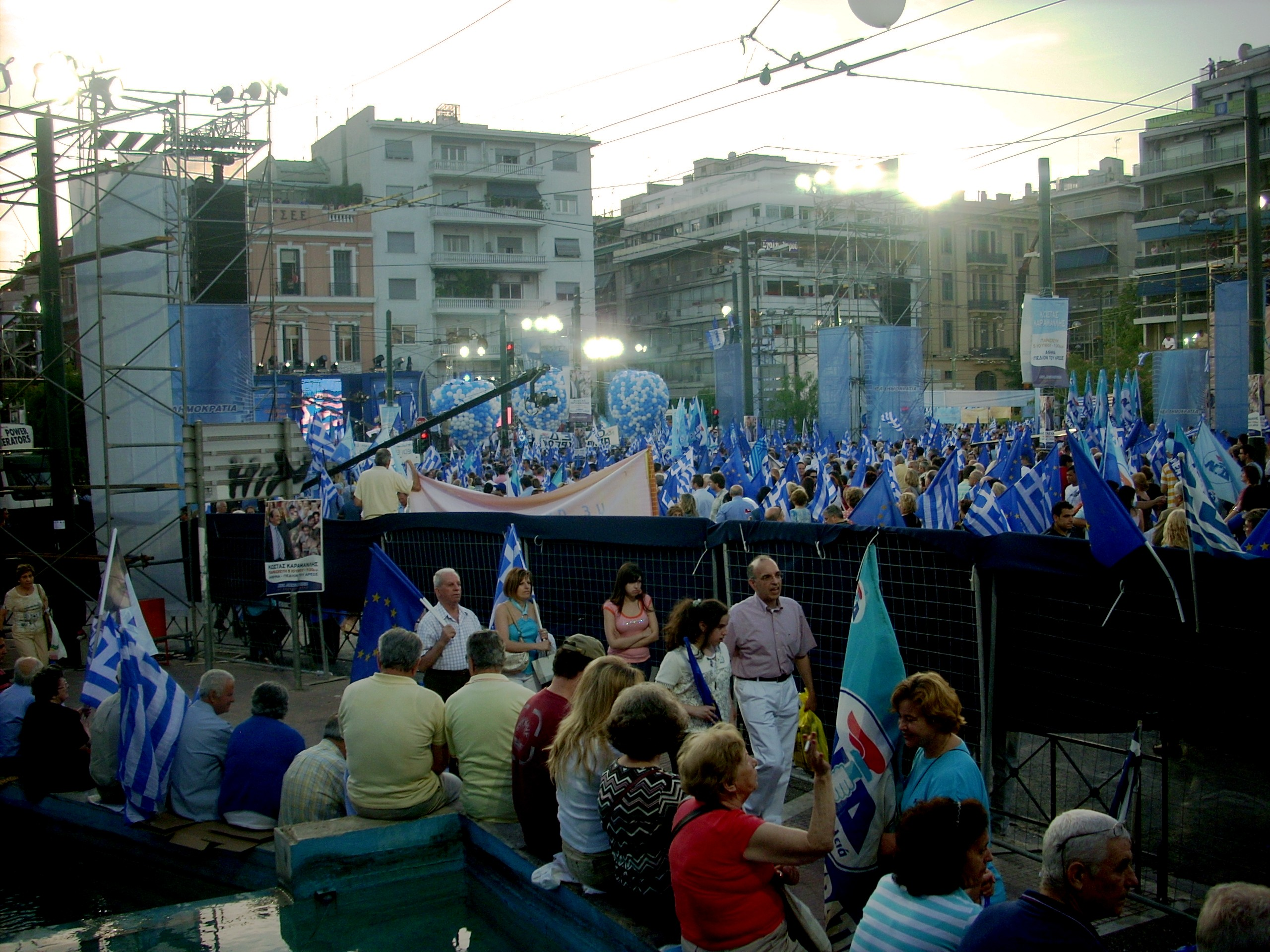
Campagna elettorale del partito, per le elezioni europee del 2009

Alle elezioni del 1993 e del 1996, ND non raggiunse neanche il 40% dei consensi. A quelle del 2000 ND ottenne il 42,7% tallonando, così, il PASOK, che nonostante appena l'1% dei voti in più, conquistò ben 23 seggi in più. Dal 2003, comunque, ND è stato avanti nei sondaggi rispetto al PASOK. Nel gennaio 2004 Costas Simitis si dimise e indisse le elezioni per il 7 marzo nelle quali Costas Karamanlis affrontò George Papandreu, nuovo leader del PASOK. Karamanlis vinse divenendo il primo capo del Governo di centro-destra dopo 11 anni.
Alle elezioni parlamentari del 2007 ND ha ottenuto il 41,8% dei voti, conquistando 152 seggi, 2 in più della maggioranza assoluta. ND ha, in tal modo, mantenuto la guida del governo, nonostante le forti polemiche suscitate dalla cattiva gestione della crisi degli incendi boschivi dell'estate precedente. Due anni dopo però, Karamanlis, travolto da alcuni scandali e dalla crisi, si dimette e annuncia elezioni parlamentari del 2009, nelle quali il partito viene sconfitto dal PASOK. A Karamanlis succede Antōnīs Samaras.
Nel 2010 viene espulsa dal partito l'ex ministro degli Esteri Dora Mpakogiannis, favorevole alle misure economiche d'austerità per affrontare la crisi economica della Grecia, che fonda un proprio partito, l'Alleanza Democratica, il quale si è disciolto nel maggio 2012. Con le elezioni parlamentari del maggio 2012, Nuova Democrazia risulta essere il partito di maggioranza relativa: con il voto popolare ottiene infatti 58 seggi, a cui poi ne vengono aggiunti 50 in virtù del premio di maggioranza previsto dalla legge elettorale greca al partito che ha ricevuto più voti.
Antōnīs Samaras viene così incaricato dal Presidente della Repubblica Karolos Papoulias di formare il nuovo governo; l'unico partito presente in Parlamento che sosterrebbe le riforme pro-Europa è il PASOK ma ha attualmente solo 41 seggi che, sommati ai 108 di ND, arriverebbero a 149 su 300, insufficienti per garantire stabilità ad un futuro governo. Gli altri partiti di sinistra (SYRIZA, KKE e DIMAR) sono da sempre contrari alle riforme imposte dall'Unione europea; lo stesso si può dire per i partiti di estrema destra come ANEL e Alba Dorata.
In questa difficile situazione Antōnīs Samaras, dopo un giorno di consultazioni, rimette il suo incarico nelle mani del Presidente della Repubblica. Dopo che anche gli altri tentativi falliscono, la Grecia torna alle urne un mese dopo. Alle elezioni parlamentari del giugno 2012, ND ottiene 129 seggi e Samaras riesce a formare un governo con il sostegno di PASOK e DIMAR.
Alle elezioni europee del 2014 il partito viene sconfitto da SYRIZA, principale partito d'opposizione, che diventa il primo partito di Grecia con il 26,6% contro il 22,7% di ND che ottiene soltanto 5 eurodeputati contro gli 8 uscenti (rispetto alle Politiche 2012 il principale partito di Governo passa dal 29,7% al 22,7% perdendo 7 punti percentuali e da 1.825.497 voti a 1.295.967 perdendo quasi 500.000 voti mentre rispetto alle precedenti Europee 2009 il partito passa dal 32,3% al 22,7% perdendo 10 punti percentuali e da 1.655.636 voti a 1.295.967 perdendone oltre 300.000).
Alle elezioni parlamentari del gennaio 2015 Nuova Democrazia perde la competizione elettorale contro Syriza di Alexīs Tsipras, ottenendo il 27,81% dei voti e 76 seggi, e dopo la vittoria del no nel referendum consultivo di luglio sull'approvazione del piano dei creditori internazionale, Samaras si dimette da leader del partito lasciando il posto a Vangelīs Meimarakīs.
Alle elezioni di settembre 2015, a seguito delle dimissioni di Alexīs Tsipras da Primo Ministro, il partito ottiene 75 seggi, pari al 28,1% dei voti.
Alle elezioni europee del 2019 il partito ottiene il 33% dei voti dopo una campagna elettorale su questioni nazionalistiche criticando l'accordo di Prespa sul nome della Macedonia e le politiche di accoglienza degli esuli. In particolare, è riuscito a riconquistare i voti che erano andati ad Alba Dorata.

## Presidenti
| N° | N° | Immagine | Presidente                       | Mandato           | Mandato           | Primo ministro               |
| -- | -- | -------- | -------------------------------- | ----------------- | ----------------- | ---------------------------- |
| 1  |    |          | Konstantinos Karamanlis          | 4 ottobre 1974    | 8 maggio 1980     | 1974–1980                    |
| 2  |    |          | Georgios Rallis                  | 8 maggio 1980     | 9 dicembre 1981   | 1980–1981                    |
| 3  |    |          | Evangelos Averoff                | 9 dicembre 1981   | 1º settembre 1984 | —                            |
| 4  |    |          | Konstantinos Mitsotakis          | 1º settembre 1984 | 3 novembre 1993   | (Tzannetakis 1989) 1990–1993 |
| 5  |    |          | Miltiadis Evert                  | 3 novembre 1993   | 21 marzo 1997     | —                            |
| 6  |    |          | Kostas Karamanlis                | 21 marzo 1997     | 30 novembre 2009  | 2004–2009                    |
| 7  |    |          | Antonis Samaras                  | 30 novembre 2009  | 5 luglio 2015     | 2012–2015                    |
| –  |    |          | Vangelis Meimarakis (ad interim) | 5 luglio 2015     | 24 novembre 2015  | —                            |
| –  |    |          | Ioannis Plakiotakis (ad interim) | 24 novembre 2015  | 10 gennaio 2016   | —                            |
| 8  |    |          | Kyriakos Mitsotakis              | 10 gennaio 2016   | in carica         | Dal 2019                     |

## Simboli

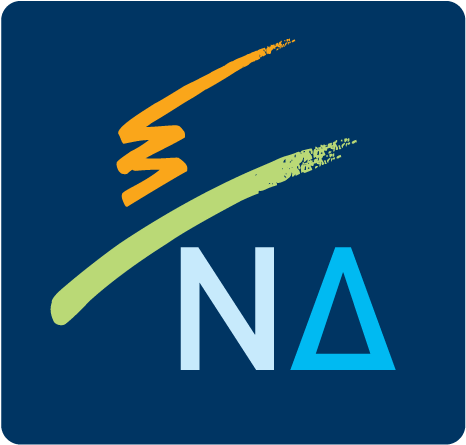
2011-2012
2012-2018
Dal 2018

## Risultati elettorali
| Elezione                  | Voti      | %     | Seggi     | Posizione               |
| ------------------------- | --------- | ----- | --------- | ----------------------- |
| Parlamentari 1974         | 2.669.133 | 54,37 | 220 / 300 | Maggioranza             |
| Parlamentari 1977         | 2.146.365 | 41,84 | 171 / 300 | Maggioranza             |
| Parlamentari 1981         | 2.034.496 | 35,88 | 115 / 300 | Opposizione             |
| Parlamentari 1985         | 2.599.681 | 40,84 | 126 / 300 | Opposizione             |
| Parlamentari 1989 (Giu.)  | 2.887.488 | 44,28 | 145 / 300 | Maggioranza             |
| Parlamentari 1989 (Nov.)  | 3.093.479 | 46,19 | 148 / 300 | Maggioranza             |
| Parlamentari 1990         | 3.088.137 | 46,89 | 150 / 300 | Maggioranza             |
| Parlamentari 1993         | 2.711.737 | 39,30 | 111 / 300 | Opposizione             |
| Parlamentari 1996         | 2.586.089 | 38,12 | 108 / 300 | Opposizione             |
| Parlamentari 2000         | 2.935.196 | 42,74 | 125 / 300 | Opposizione             |
| Parlamentari 2004         | 3.359.682 | 45,36 | 165 / 300 | Maggioranza             |
| Parlamentari 2007         | 2.995.479 | 41,84 | 152 / 300 | Maggioranza             |
| Parlamentari 2009         | 2.295.967 | 33,48 | 91 / 300  | Opposizione Maggioranza |
| Parlamentari 2012 (Mag.)  | 1.192.103 | 18,85 | 108 / 300 | Maggioranza             |
| Parlamentari 2012 (Giu.)  | 1.825.497 | 29,66 | 129 / 350 | Maggioranza             |
| Parlamentari 2015 (Genn.) | 1.718.694 | 27,81 | 76 / 300  | Opposizione Maggioranza |
| Parlamentari 2015 (Sett.) | 1.526.400 | 28,09 | 75 / 300  | Opposizione             |
| Parlamentari 2019         | 2.251.618 | 39,85 | 158 / 300 | Maggioranza             |
| Parlamentari 2023 (Mag.)  | 2.407.860 | 40,71 | 146 / 300 | Maggioranza             |
| Parlamentari 2023 (Giu.)  | 2.114.780 | 40,56 | 158 / 300 | Maggioranza             |

| Elezione     | Voti      | %     | Seggi   |
| ------------ | --------- | ----- | ------- |
| Europee 1981 | 1.779.462 | 31,34 | 8 / 24  |
| Europee 1984 | 2.266.088 | 38,04 | 9 / 24  |
| Europee 1989 | 2.659.435 | 45,01 | 10 / 24 |
| Europee 1994 | 2.133.405 | 32,66 | 9 / 25  |
| Europee 1999 | 2.314.371 | 36,00 | 9 / 25  |
| Europee 2004 | 2.633.961 | 43,02 | 11 / 24 |
| Europee 2009 | 1.656.085 | 32,30 | 8 / 22  |
| Europee 2014 | 1.298.948 | 22,72 | 5 / 21  |
| Europee 2019 | 1.873.080 | 33,12 | 8 / 21  |
| Europee 2024 | 1.125.602 | 28,31 | 7 / 21  |